# Kamisese Mara
Ratu Sir Kamisese Mara, GCMG, KBE, CF, fidžijski politik in zgodovinar, * 6. maj 1920, † 18. april 2004.
Mara je bil glavni minister Fidžija (1967–1970), predsednik vlade Fidžija (1970–1986, 1988–1992) in predsednik Fidžija (1993–2000).